# Біловодовка
Білово́довка (рос. Беловодовка) — село у складі Зирянського району Томської області, Росія. Входить до складу Високівського сільського поселення.

## Населення
Населення — 279 осіб (2010; 482 у 2002).
Національний склад (станом на 2002 рік):
- росіяни — 96 %